# Дежьо Ласло
Дежьо Ласло (угор. László Dezső, з народження і до 1925 року Дежьо Ланчек; 23 липня 1894, Будапешт — 8 червня 1949, Будапешт) — угорський воєначальник, генерал-полковник. Кавалер Лицарського хреста Залізного хреста.

## Біографія
Закінчив військове училище в 1911 році. Під час Першої світової війни — старший лейтенант, воював на сербському, російському та італійському фронтах, отримав чин капітана. В кінці війни опинився в італійському полоні.
По поверненню в Угорщину Ласло в 1919 році був призначений в Генштаб, з 1921 року викладав у Пештській військової академії «Людовіка». З 1 листопада 1938 по 1 лютого 1941 року — начальник оперативного управління Генштабу.
З 1 лютого по 1 березня 1941 року — командир 5-ї піхотної бригади, потім (до листопада) — начальник оперативного управління Генштабу. 1 травня 1941 підвищений до генерал-майора.
Вважається, що Ласло таємно співпрацював з німцями, обговорював з ними можливість провокації, необхідної як привід для вступу Угорщини у війну з Радянським Союзом. Таким приводом стало проведене 26 червня 1941 року бомбардування м. Кошиці (у той момент його контролювала Угорщина).
З 1 листопада 1941 по 15 травня 1943 року — начальник військової академії «Людовіка». 1 травня 1943 отримав звання генерал-лейтенанта. З 30 липня по 12 вересня 1942 — командир 7-й (шопроньської) легкої дивізії. 15 травня 1943 року прийняв під командування VIII корпус і воював на Східному фронті.
У травні-жовтні 1944 року — заступник головнокомандувача і заступник начальника генштабу.
Після захоплення влади салашистами, з 16 жовтня 1944 року і до кінця війни — командир 1-ї армії (змінив на цій посаді Белу Міклоша), з 1 листопада 1944 року — генерал-полковник. В кінці війни разом з 1-ю армією здався американцям на території Словаччини.
Після недовгого перебування в полоні, в 1946 році переданий американцями новим угорській владі, був поміщений під домашній арешт. Засуджений Національною радою народних судів (NOT) до смерті як військовий злочинець, хоча до прокомуністичного перевороту йшлося про 15-річне ув'язнення. Подане прохання про помилування було відхилено президентом Сакашичем. Страта відбулася 8 червня 1949 в Будапешті.
У 1999 році угорський Верховний суд посмертно реабілітував генерала Ласло.

## Нагороди
- Військовий Хрест Карла
- Хрест «За військові заслуги» (Австро-Угорщина) 3-го класу з військовою відзнакою і мечами
- Медаль «За військові заслуги» (Австро-Угорщина)
  - Золота і бронзова австро-угорська медаль з мечами.
  - Велика золота, срібна і бронзова медаль з мечами.
- Орден Заслуг (Угорщина)
  - золотий, срібний і бронзовий хрест заслуг
  - офіцерський хрест
  - командорський хрест із зіркою
- Пам'ятна медаль за визволення Трансильванії
- Пам'ятна військова медаль (Угорщина) з мечами
- Хрест «За вислугу років» (Угорщина)
- Орден Витязя
- Залізний хрест 2-го і 1-го класу
- Лицарський хрест Залізного хреста (5 березня 1945) — нагороджений генерал-полковником Готтардом Гейнріці; останній іноземний кавалер.